# レオン・サルズマン
レオン・サルズマン（英語: Leon Salzman、1915年7月10日 - 2009年2月27日）は、アメリカ合衆国の医学者、精神科医、精神分析家。元ジョージタウン大学臨床教授。強迫性障害、強迫性パーソナリティ障害の治療で知られる。
サルズマンはニューヨークで美術を学び、1941年から1943年にかけて米軍に勤めた。彼は後に精神医学を専攻し、その中にはサリヴァンも含まれていた。サルズマンは精神科医、精神分析家としてワシントンで個人開業をしての長年の経験を有し、30年以上はジョージタウン大学と関連していた。彼の2つの著書、『強迫パーソナリティ（1968）』と『強迫パーソナリティの治療（1980）』は、強迫性障害の治療における標準的著作物となった。

## 邦訳書
- L・サルズマン（著）成田善弘、笠原嘉（訳）『強迫パーソナリティ 新装版』みすず書房、1998年。ISBN 9784622049609。

## 関連人物
- ハリー・スタック・サリヴァン